# Anomery
Anomery – stereoizomeryczne węglowodany, które w projekcji Hawortha różnią się położeniem przestrzennym grupy hydroksylowej przy hemiacetalowym atomie węgla, np. α-D-glukoza i β-D-glukoza. W przypadku anomerów α szeregu konfiguracyjnego D grupa -OH jest skierowana pod płaszczyznę rysunku (pierścienia), w przypadku anomerów β – nad płaszczyznę rysunku. Formy α i β mają taką samą konfigurację wszystkich centrów asymetrii poza hemiacetalowym (anomerycznym) atomem węgla.